# Aituaria
Aituaria is een spinnengeslacht uit de familie holenspinnen (Nesticidae).

## Soorten
- Aituaria nataliae Esyunin & Efimik, 1998
- Aituaria pontica (Spassky, 1932)